# Der Frauenheld
Der Frauenheld (Originaltitel: Lady Killer) ist eine US-amerikanische Kriminalkomödie von Roy Del Ruth aus dem Jahre 1933. Das Drehbuch entstand nach der Erzählung The Finger Man von Rosalind Keating Shaffer. Der Film zählt zu den „Pre-Code“-Filmen, die in der Zeit vor dem Hays Code, den Zensur- und Produktionsrichtlinien für US-Filme, produziert wurden. Premiere hatte der Film am 9. Dezember 1933. In Deutschland wurde der Film in einer um drei Minuten gekürzten Fassung im Fernsehen ausgestrahlt, erstmals am 20. September 1977 im ZDF.

## Handlung
Dan Quigley arbeitet als Hilfskraft in einem Lichtspieltheater. Seine Bosse warnen ihn vor dem Glücksspiel und feuern ihn nach einiger Zeit. Er entdeckt eine Betrugsmasche, bei der die attraktive Myra ahnungslose Männer zu einer Partie Poker verlockt. Dan wird bald Mitglied in der Gang von Duke und arbeitet sehr erfolgreich. Er verursacht einen Unfall mit einer reichen Witwe und wird von ihr, die glaubt, den Unfall verursacht zu haben, in ihr Haus eingeladen. Die Gang überfällt das Haus und raubt die Witwe aus.
Als bei einem Raubzug ein Butler getötet wird, muss sich die Gang absetzen. Dan und Myra fliehen nach Los Angeles. Die Polizei hält Dan für den Kopf der Bande und nimmt ihn fest. Myra und ihr Komplize Spade weigern sich, die Kaution zu zahlen und türmen mit Dans Geld nach Mexiko. Aus Mangel an Beweisen wird Dan freigelassen. Er betätigt sich wieder als Schauspieler beim Film und lernt dort durch Zufall den Star Lois Underwood kennen. Dan schreibt sich selbst Fanbriefe und wird bald ein bekannter Schauspieler. Mit Lois unternimmt er viel, doch als er sie zu sich nach Hause bringt, findet er Myra in seinem Bett vor. Lois verlässt Dan, Dan wirft Myra hinaus.
Spade schlägt vor, dass Dan der Gang Zugang zu den Häusern der Filmstars verschaffen soll. Doch Dan gibt ihnen 10.000 Dollar, damit sie verschwinden. Doch die Gang unternimmt weitere Raubzüge. Die Polizei verhört Dan zu einem Überfall auf eine Party. Er sucht Myra auf und erfährt durch die Nachrichten von einem Überfall auf das Haus von Lois, bei denen Juwelen erbeutet wurden. Dan sucht die Bande mit einer Waffe auf und schlägt Spade nieder. Er nimmt die Juwelen an sich um sie zurückzubringen, wird jedoch von der Polizei festgenommen. Bei der Festnahme wird ein Polizist getötet. Spade will verhindern, dass Dan der Polizei etwas verraten kann und plant, ihn nach seiner Freilassung zu ermorden. Dan wird auf freien Fuß gesetzt, als Lois die Kaution für Dan bezahlt hat. Myra nimmt Dan in ihrem Auto mit, sie werden jedoch von der Polizei verfolgt. Auch die Gang folgt Myras Wagen, den nun Dan steuert. Er gibt Gas, die Gang und die Polizei liefern sich ein Feuergefecht. Dan hilft der Polizei, Spade zu fangen. Zum Schluss können Lois und Dan in ein Flugzeug steigen, um am Zielort zu heiraten.

## Kritiken
Das Lexikon des internationalen Films lobt den Film als eine „mit Witz und Tempo inszenierte, brillant gespielte Gangsterfilm-Parodie.“ Die „Variety“ betont den „aufgekratzten Humor“, mit dem die Ganovengruppe dargestellt wird.
Mordaunt Hall von der New York Times hebt besonders die Leistungen der Schauspieler hervor. Mae Clarke besetzte eine „wertvolle Nebenrolle“ und zeige eine „kompetente Darstellung“. Douglass Dumbrille sei gut als dominanter Gangster und Marjorie Gateson verleihe ihrer kleinen Rolle Glanz und Charme. Der Time Out Filmguide empfindet den Film als „geist- und temporeich“. Er beinhalte einige „scharfe satirische Seitenhiebe“ auf die Hollywood-Industrie. Channel 4 hingegen hält den Film für „kompliziert, unglaubwürdig und etwas zu fahrig“, wobei James Cagney den Film über die „weit hergeholten Teile hilft“.

## Hintergrund
Die Kostüme stammten von Orry-Kelly. Das Vitaphone-Orchester von Warner Bros. wurde von Leo F. Forbstein dirigiert.
James Cagney, der vor diesem Film durch Gangsterrollen bekannt wurde, wollte mit diesem Film dagegen angehen, auf eine Rolle festgelegt zu werden. So konnte er nun seine schauspielerische Vielseitigkeit und Bandbreite unter Beweis stellen.
Drehorte des Films waren u. a. das ehemalige Ambassador Hotel, die Union Station (beide in Los Angeles) und das Airterminal auf dem Flughafen von Glendale.